# Vorotan (Sisian)
Vorotan (in armeno Որոտան) è un comune di 282 abitanti (2010) della Provincia di Syunik in Armenia.